# Niederbayerische Jugendspiele
Die Niederbayerischen Jugendspiele fanden 1964, 1968 und 1975 unter Trägerschaft des BLSV in Regen, Passau und Kelheim statt.
Vorläufer der Jugendspiele waren die Bezirksjugend-Turn- und Sportfeste 1952 in Landshut und 1955 in Dingolfing, die jedoch vom Charakter her mehreren parallel stattfindenden Sportfesten glichen. Daher entwickelte der Oberlehrer und BLSV-Bezirksjugendleiter Gottfried Sandner 1963 das Konzept der Niederbayerischen Jugendspiele, die ähnlich der olympischen Idee ein disziplinübergreifendes, öffentlichkeitswirksames Jugendsportfest werden sollte, bei dem die Gemeinschaft im Mittelpunkt steht. Da nicht die Leistung ins Zentrum gestellt wurde, sollten durch das gemeinschaftliche Erleben junge Menschen für den Sport gewonnen werden. Bewusst wurden bei den ersten beiden Spielen Jahre gewählt, in denen Olympische Spiele stattfanden.
Alle Sportler hatten in einer Vereinsmannschaft neben ihren eigenen Disziplinen im leichtathletischen Dreikampf Lauf, Sprung und Wurf oder Stoß anzutreten, um einen Ausgleich zwischen Leistungsstarken und -schwachen zu schaffen. Ein weiterer Schwerpunkt der Jugendspiele war die musische Arbeit. Gleichzeitig konnten die Mehrkampfabzeichen in Gold und Silber erworben werden.

## 1. Niederbayerische Jugendspiele 1964 in Regen
Vom 27. bis 29. Juni 1964 fanden die ersten Jugendspiele in Regen statt. Insgesamt 1483 Teilnehmer aus 80 Sportverbänden Niederbayerns nahmen daran teil. Neben dem Bayerwald-Stadion waren verschiedene Hallen, der Regener See und das Bodenmaiser Schwimmbad Veranstaltungsorte. Untergebracht wurden die Jugendlichen im Jugendlager Raithmühle, in Schulen und in der Jugendherberge. Die Verpflegung wurde von der Bundeswehr organisiert. Insgesamt waren 300 Wettkampfleiter und Riegenführer im Einsatz. Schirmherr der Veranstaltung war der niederbayerische Regierungspräsident Johann Riederer.
Als Symbol der Spiele wurden in Anlehnung an die olympischen Ringe fünf nebeneinander liegende Ringe gewählt, die zudem die fünf niederbayerischen BLSV-Kreise darstellen sollten. Mit Eröffnungsfeier, einem "olympischen Feuer" und dem Hissen der olympischen Flagge während der Spiele, einem Fackelzug und einem Bunten Abend gab es ein umfangreiches Rahmenprogramm.
Im Rahmen der Jugendspiele feierte der TSV Regen sein 75-jähriges Gründungsfest.

## 2. Niederbayerische Jugendspiele 1968 in Passau
Der Sportjugendausschuss von Niederbayern fasste bereits 1964 den Entschluss, die Jugendspiele im Jahr 1968 zu wiederholen.
Die zweiten Jugendspiele fanden vom 26. bis 28. Juli 1968 in Passau statt. Schirmherr war der Passauer Oberbürgermeister Emil Brichta. 1000 Sportler aus 50 niederbayerischen Vereinen nahmen an der ersten Veranstaltung im neuerbauten Dreiflüssestadion und im Passauer Winterhafen (Regatta) teil. Die Teilnehmer der "Mini-Olympiade" wurden in Schulen untergebracht, die Abendveranstaltungen fanden in der Nibelungenhalle statt.

## 3. Niederbayerische Jugendspiele 1975 in Kelheim
Bei den am 19. und 20. Juli 1975 stattfindenden Jugendspielen in Kelheim nahmen 2400 Sportler aus 17 Fachsportarten teil. Schirmherr war Staatssekretär Alfred Dick. Die Veranstaltungen fanden an verschiedenen Sportstätten in Kelheim statt. Als Rahmenprogramm gab es einen Tanz- und Folkloreabend in der Dreifachturnhalle und einen ökumenischen Gottesdienst im Stadion. Das Symbol der fünf nebeneinander liegenden Ringe wurde, wie vermutlich schon sieben Jahre zuvor, nicht mehr verwendet. Gewidmet wurden die Spiele dem im Jahr zuvor verstorbenen Gottfried Sandner, von dessen Grab in Regen eine Fackel nach Kelheim getragen wurde.